# Artëm Ovečkin
Artëm Sergeevič Ovečkin (in russo Артём Сергеевич Овечкин?, angl. Artem Ovechkin; Berdsk, 11 luglio 1986) è un ex ciclista su strada russo. Specialista delle cronometro, professionista dal 2010 al 2021, in carriera ha vinto cinque titoli nazionali a cronometro.

## Palmarès
- 2009 (Lokomotiv, quattro vittorie)

5ª tappa Volta Ciclista Provincia Tarragona
Campionati russi, Prova a cronometro
3ª tappa Vuelta a la Comunidad de Madrid (Colmenar del Arroyo > Navas del Rey)
Duo Normand (cronocoppie, con Nikolaj Trusov)
- 2010 (Katusha, una vittoria)

Duo Normand (cronocoppie, con Alexandr Pliuschin)
- 2015 (RusVelo, due vittorie)

1ª tappa Giro di Slovenia (Lubiana > Lubiana)
Campionati russi, Prova a cronometro
- 2018 (Marathon-Tula, due vittorie/Terengganu, quattro vittorie)

3ª tappa Tour of Antalya (Feslikan > Feslikan)
Classifica generale Tour of Antalya
5ª tappa Tour de Langkawi (Bentong > Cameron Highlands)
Classifica generale Tour de Langkawi
Campionati russi, Prova a cronometro
4ª tappa Tour of China II (Anshun > Anshun, cronometro)
- 2019 (Terengganu Inc. TSG Cycling Team, due vittorie)

Campionati russi, Prova a cronometro
Prologo Tour of China II (Hewan > Hewan, cronometro)
- 2020 (Terengganu Inc. TSG Cycling Team, una vittoria)

Campionati russi, Prova a cronometro

### Altri successi
- 2016 (Gazprom-RusVelo)

1ª tappa, 2ª semitappa Settimana Internazionale di Coppi e Bartali (Gatteo, cronosquadre)

## Piazzamenti

### Grandi Giri
- Giro d'Italia

2016: 142º

### Competizioni mondiali
- Campionati del mondo

Varese 2008 - Cronometro Under-23: 10º
Mendrisio 2009 - Cronometro Elite: 17º
Geelong 2010 - Cronometro Elite: 21º
Geelong 2010 - In linea Elite: ritirato
Ponferrada 2014 - Cronometro Elite: 14º
Richmond 2015 - Cronometro Elite: non partito

### Competizioni continentali
- Campionati europei

Glasgow 2018 - Cronometro Elite: 21º
Glasgow 2018 - In linea Elite: ritirato
Trento 2021 - Staffetta: 6º
Trento 2021 - Cronometro Elite: 26º